# منطقة ساواي مادهوبار
ساواي مادهوبار رمزها «SM» (بالإنجليزية: Sawai  Madhopur)‏ ، هو تقسيم إداري لدولة الهند تتبع ولاية راجاستان (بالإنجليزية: Rajasthan)‏ ، مركزها هو مدينة ساواي مادهوبار (بالإنجليزية: Sawai  Madhopur)‏ عدد سكانها حسب تعداد سنة 2001 هو 1,116,031 ، مساحتها 4,500 كم² وكثافة السكان 248 لكل كم² .